# Festival di San Sebastián 1966
La 14ª edizione del Festival internazionale del cinema di San Sebastián si è svolta a San Sebastián dal 9 al 18 giugno 1966.

## Selezione ufficiale

### Concorso
- Casanova '70, regia di Mario Monicelli
- Andremo in città, regia di Nelo Risi
- Combattenti della notte (Cast a Giant Shadow), regia di Melville Shavelson
- Del brazo y por la calle, regia di Enrique Carreras
- Diplopennies, regia di George Scalenakis
- Haiducii, regia di Dina Cocea
- Hyōten (氷点), regia di Satsuo Yamamoto
- I Was Happy Here, regia di Desmond Davis
- Illuminazione intima (Intimní osvětlení), regia di Ivan Passer
- Le dimanche de la vie, regia di Jean Vautrin
- Madamigella di Maupin, regia di Mauro Bolognini
- Nevada Smith, regia di Henry Hathaway
- Niekochana, regia di Janusz Nasfeter
- Nueve cartas a Berta, regia di Basilio Martín Patino
- Otello (Othello), regia di Stuart Burge
- Rano utrom, regia di Tat'jana Lioznova
- Quando c'è la salute (Tant qu'on a la santé), regia di Pierre Etaix

### Fuori concorso
- Il dottor Živago (Doctor Zhivago), regia di David Lean
- Io, io, io... e gli altri, regia di Alessandro Blasetti
- Posledniy mesyats oseni, regia di Vadim Derbenёv
- La mia spia di mezzanotte (The Glass Bottom Boat), regia di Frank Tashlin

## Premi
- Concha de Oro: I Was Happy Here, regia di Desmond Davis
- Concha de Plata al miglior regista: Mauro Bolognini, per Madamigella di Maupin
- Concha de Plata alla migliore attrice: Evangelina Salazar, per Del brazo y por la calle
- Concha de Plata al miglior attore: Frank Finlay per Otello (Othello)